# Dubai Aerospace Enterprise
Pour les articles homonymes, voir DAE.
Dubai Aerospace Enterprise (DAE) est une entreprise de location d'avion, basée à Dubaï.

## Histoire
En avril 2017, Dubai Aerospace Enterprise annonce l'acquisition du loueur d'avion irlandais AWAS, pour un montant non dévoilé.

## Flotte
Dubai Aerospace Entreprise a commandé le 02/05/2019, deux A350-900 d'Airbus, afin de les louer à la compagnie Fiji Airways 